# Idée fixe
Pour les articles ayant des titres homophones, voir Idéfix et IdefX.
Pour le livre de Paul Valéry, voir L'Idée fixe.
Une idée fixe est une préoccupation mentale tellement forte qu'il est impossible de la modifier. Bien que le terme ne soit pas utilisé pour dénoter un trouble spécifique en psychologie, l'idée fixe est souvent utilisée pour décrire un trouble. Le terme est également employé dans la littérature.

## Historique
Le terme « idée fixe », d'après l'historien Jan E. Goldstein, a été utilisé pour la première fois aux alentours de 1812 en tant que terme médical pour désigner un lien avec la monomanie. Originellement employé durant les XIXe et XXe siècles,, l'idée fixe était désigné comme « une simple pathologie mentale », qui se distingue de la « monomanie ».

## Littérature
Le terme d'idée fixe est souvent utilisé dans la littérature. L'exemple idéal d'idée fixe se réfèrerait à Don Quichote de Cervantes. Molière a également exposé l'idée fixe. Le personnage de Idéfix (Goscinny et Uderzo) expose bien l'idée fixe écologiste, protectionniste des espèces ligneuses. Principalement du genre Quercus (chêne).